# Franz Xaver Wolfgang Mozart
Franz Xaver Wolfgang Mozart (26 de julio de 1791 - 29 de julio de 1844) fue un compositor de música clásica, pianista, director de orquesta y profesor austríaco, el menor de los dos hijos que sobrevivieron a su padre, el reconocido músico Wolfgang Amadeus Mozart. Fue llamado así en honor a su padre y al estudiante y amigo más cercano a este, Franz Xaver Süssmayr, quien terminó el Réquiem incompleto de Mozart.

## Vida

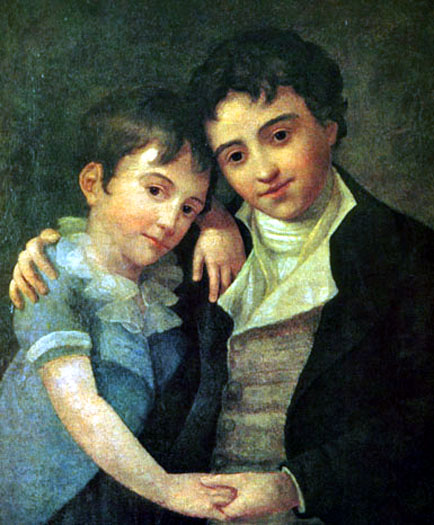
Los dos hijos de Wolfgang Amadeus y Constanze Weber: Karl Thomas (der.) y Franz Xaver Wolfgang Mozart (izq.) (retrato de Hans Hansen, Viena, 1800).

Franz Xaver Wolfgang nació cinco meses antes de la muerte de su padre, a quien nunca pudo conocer, pero pasó toda su vida a su sombra.
Desde pequeño su madre fomentó su talento musical y lo confió a distintos maestros, como Hummel, Vogler, Salieri y Johann Georg Albrechtsberger, entre otros. Aprendió a tocar el piano y el violín, y como su padre, empezó a componer a una edad temprana.
Franz Xaver se convirtió en músico profesional y disfrutó de un éxito moderado tanto como profesor como en sus actuaciones. Al contrario de su padre, era introvertido y muy dado a la autocrítica. Solía menospreciar su propio talento y temía que todo lo que pudiera hacer iba a ser comparado con lo que su padre había hecho.
Su primer concierto de piano lo dio en 1805 cuando contaba 14 años. Necesitando algún dinero, en 1808 viajó a Leópolis, donde estuvo impartiendo lecciones de música a las hijas del conde Baworowski. Aunque el trabajo estaba bien pagado, Franz se sentía solo en la ciudad de Pidkamen, cerca de Rohatyn, así que en 1809 aceptó una oferta del representante imperial, von Janiszewski, para enseñar música a sus hijas en la ciudad de Burshtýn. Además de esta actividad, dio conciertos en dicha localidad, tocando sus propias obras, así como las de su padre. Estos conciertos le permitieron conocer y relacionarse con la gente más importante de la zona.
Tras dos años en Burshtyn, se trasladó a Leópolis, donde fue profesor y dio también conciertos. Entre 1826 y 1829, fue director del coro de Santa Cecillia, que estaba constituido por 400 cantantes no profesionales. En 1826, dirigió el Réquiem de su padre durante un concierto en la catedral de la Iglesia Ortodoxa de Grecia de San Jorge. Desde su coro, creó la hermandad musical de Santa Cecillia, siendo la primera escuela de música en Leópolis. Viajó por lo que hoy se conoce como Ucrania.
En 1821, cuando tenía 30 años, su tía paterna Maria Anna Mozart (Nannerl) lo visitó cuando ella tenía 70 años y se alegró al notar que él estaba feliz tocando el piano como su padre.
En 1838 se fue a Viena y luego a Salzburgo, donde fue elegido para dirigir el Mozarteum. Desde 1841, enseñó al pianista Ernst Pauer. Murió el 29 de julio de 1844 en Karlsbad, donde está enterrado.
Ni se casó ni tuvo hijos, como su hermano Karl Thomas Mozart.
La sombra de su padre estuvo sobre él incluso tras su muerte. El epitafio de su tumba reza:
"El nombre de su padre sea su epitafio, como su veneración por él fue la esencia de su vida."

## Obra
Su estilo musical fue un romanticismo temprano. Entre sus obras están:
- Cuarteto para piano en sol menor, Op. 1.
- Sonata para violín y piano en si mayor, Op. 7.
- Sonata para piano en sol mayor, Op. 10.
- Seis piezas para flauta y dos trompas, Op. 11.
- Concierto para piano n.º 1 en do mayor, Op. 14.
- Sonata para violín y piano en fa mayor, Op. 15.
- Seis polonesas melancólicas para piano, Op. 17.
- Sonata para violonchelo o violín y piano en mi mayor, Op. 19.
- Cuatro polonesas melancólicas para piano, Op. 22.
- Variaciones sobre un romance de Méhul, Op. 23.
- Dos polonesas para piano, Op. 24.
- Concierto para piano n.º 2 en mi mayor, Op. 25.
- El primer día de primavera, cantata para solo, coro y orquesta, Op. 28.
- Sinfonía.
- Rondó en mi menor para flauta y piano.
- Canciones con acompañamiento de piano.

## Curiosidades
- Al igual que su padre, Franz Xaver Wolfgang presentaba en su oreja izquierda una rara malformación conocida en la actualidad como "Oreja de Mozart".